# Simon Scuddamore
Simon Scuddamore (Londra, 15 aprile 1956 – Londra, 21 novembre 1984) è stato un attore britannico.
Dopo aver studiato per anni recitazione, Scuddamore ottenne il ruolo principale nell'horror Jolly killer (Slaughter High) diretto da George Dugdale. Fu l'unico film da lui interpretato, poiché morì suicida a Londra nel 1984, all'età di soli 28 anni. Si crede che il decesso sia dovuto ad un'overdose di droga apparentemente intenzionale.